# Twist and Shout (EP)
Pour les articles homonymes, voir Twist and Shout (homonymie).
EPs par The Beatles
Mister Twist
(1962) The Beatles' Hits
(1963)
Twist and Shout est le titre du premier EP officiel des Beatles, paru en juillet 1963. Il contient quatre titres issus de leur album Please Please Me sorti quatre mois plus tôt, dont la chanson éponyme. Toutes les pistes de l'EP ont été enregistrées par le groupe au cours d'une même journée en février. Il s'agit de quatre rocks classiques : deux reprises en face A, et deux compositions originales signées McCartney/Lennon en face B.
Twist and Shout sort au Royaume-Uni entre les deux premiers albums du groupe, et séduit la clientèle au point de se maintenir dans les charts pendant un total de 64 semaines, dont 21 passées en première place. C'est également l'EP le plus vendu de l'histoire au Royaume-Uni, et la quatrième meilleure vente de 1963.

## Histoire

### Enregistrement

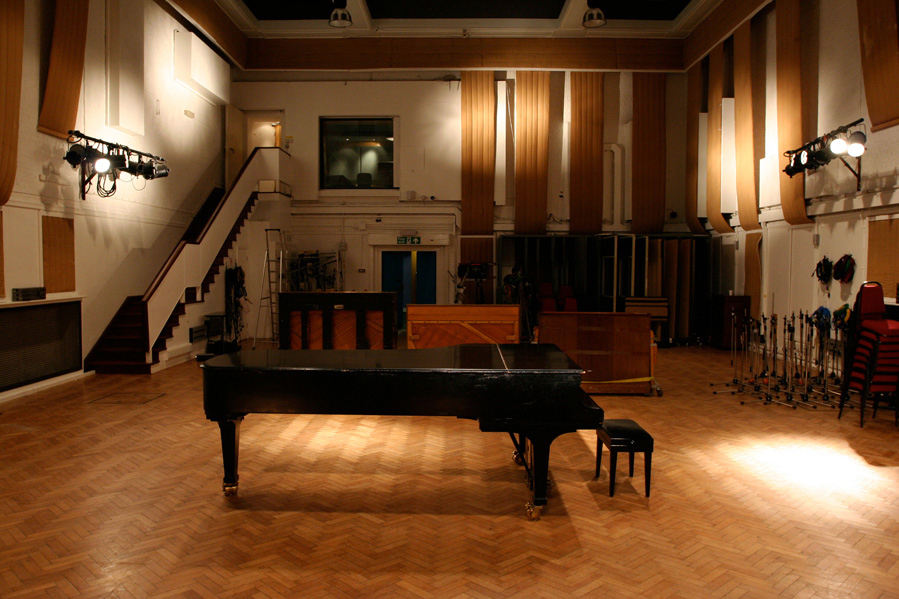
Les quatre chansons de l'EP ont été enregistrées dans la salle 2 des studios EMI d'Abbey Road, en une même journée.

L'enregistrement de dix des quatorze pistes de Please Please Me dont font partie les quatre chansons de Twist and Shout se déroule en une seule journée divisée en trois sessions, le 11 février 1963, aux studios EMI d'Abbey Road à Londres. John Lennon explique : « on était pour la première fois de notre vie dans un studio d'enregistrement et on a fait ça en douze heures parce qu'ils ne voulaient pas dépenser plus d'argent ».
La première chanson travaillée ce jour-ci est There's a Place, de John Lennon, présente sur l'album et l'EP. Dix premières prises sont réalisées dans la matinée, puis trois autres plus tard dans la journée. Entre-temps, le groupe met également en boîte deux autres chansons de l'EP, Do You Want to Know a Secret, chanté par George Harrison (en huit prises), et A Taste of Honey, en 7 prises, Paul McCartney y doublant son chant.
La dernière chanson à être enregistrée est Twist and Shout, en fin de soirée. John Lennon, qui doit assurer le chant principal, est en effet enrhumé, et le producteur George Martin a pris la décision de repousser au maximum cet enregistrement, comme il l'explique dans le cadre du projet Anthology : « Sachant que Twist and Shout était une véritable torture pour le larynx, j'ai dit : « Nous n'allons pas l'enregistrer avant la fin de la journée. Si nous l'enregistrons trop tôt, vous n'aurez plus de voix pour la suite. » C'était donc la dernière chose que nous ayons faite cette nuit-là. Nous avons fait deux prises, après quoi John n'avait plus du tout de voix. C'était excellent pour le disque, nous avions besoin de ce bruit de tissu déchiré. » Deux prises sont en effet réalisées, mais la voix de Lennon est trop abimée sur la deuxième, et la première est donc utilisée sur l'album. Le chanteur confirme : « La dernière chanson m'a presque tué. Ma voix n'a plus été la même pendant un bon bout de temps, après ça. À chaque fois que j'avalais, on aurait dit du papier de verre. »
Le 25 février, le producteur George Martin et les ingénieurs du son Norman Smith et A.B. Lincoln se chargent des mixages mono et stéréo de toutes les pistes enregistrées le 11. Seul le mixage mono est utilisé pour l'EP Twist and Shout. Comme tous les autres EP du groupe, il ne sort en effet qu'en mono.

### Parution
L'album Please Please Me sort le 22 mars 1963 et connaît un grand succès en atteignant le sommet des charts. Il en va de même avec le single From Me to You, qui sort le 11 avril. Les Beatles sont alors au sommet et la Beatlemania s'empare des foules. Cependant, pour une catégorie de la population britannique des années 1960, acheter un album reste quelque chose de rare : la plupart des jeunes de l'époque peuvent s'attendre à recevoir un LP comme cadeau de Noël, mais guère plus vu le prix. À l'inverse, les singles sont accessibles à bas prix, mais ne comportent que deux chansons. Le format de l'EP, qui comporte quatre à cinq pistes, est donc un compromis judicieux et plus accessible. Sur un plan commercial, cela permet également de donner à l'acheteur un avant-goût de ce qui se trouve sur l'album pour le pousser à économiser pour l'acheter.
Twist and Shout, qui comprend les quatre dernières pistes de l'album récemment sorti, ne déroge pas à cette règle. Ce qui est le premier EP publié par les Beatles sort le 12 juillet 1963 au Royaume-Uni, en format mono : à l'époque, le son stéréophonique est encore un produit de luxe. Comme toutes les productions du groupe dans ce pays jusqu'en 1968, le disque porte le label Parlophone. Le succès de Twist and Shout est énorme : il entre dans les charts le 20 juillet, et s'y maintient durant un total de 64 semaines. Il parvient également à atteindre deux fois la première place des classements, la première fois le 27 juillet pour dix semaines, et la deuxième fois le 23 novembre, pour onze semaines. En tout, l'EP se vend à plus de 800 000 exemplaires, ce qui en fait la quatrième meilleure vente de l'année 1963, derrière deux singles des Beatles et un album des Dave Clark Five. Il s'agit enfin de l'EP le plus vendu de l'histoire du Royaume-Uni.

### Pochette

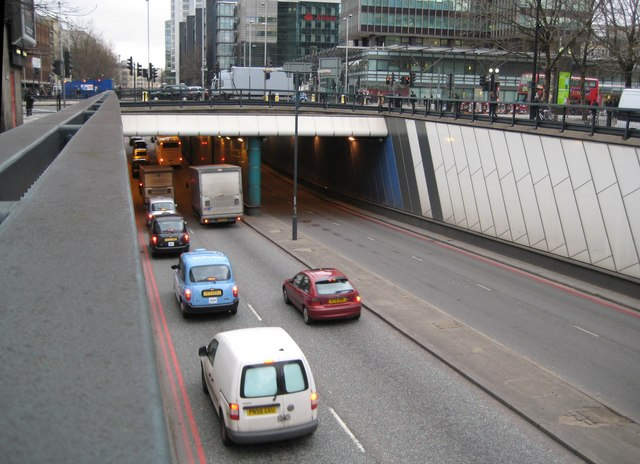
L'intersection des rues Euston et Hampstead en 2008.

L'auteur de la photo qui orne la pochette a souvent été mal identifié. Le 23 mars 1963, Dezo Hoffmann photographie le groupe effectuant un saut dans les airs, prise au club de golf Allerton de Liverpool. Le 25 avril suivant, Fiona Adams (en) prend elle aussi une photo similaire à Londres sur des ruines datant des bombardements de la Seconde Guerre mondiale. La photographe britannique âgée de vingt-sept ans se place dans l'ancien sous-sol des restes de l'édifice tandis que les Beatles posent sur le mur de la fondation entre les numéros civiques 270 et 272 rue Euston près de Hampstead Road. Elle ignorait que Hoffmann venait tout juste d'immortaliser cette mise en scène « aérienne »; elle s'était plutôt inspirée du recueil de photos Jump Book de Philippe Halsman publié en 1959. Cette photo sera choisie par Lennon et Tony Barrow (en), l'attaché de presse du groupe, pour la pochette de cet EP qui devait rapidement être mis en marché,,. Avec le temps, il y aura confusion entre les deux séries de photos que plusieurs auteurs attribueront à Hoffmann. D'ailleurs, dans son livre « With The Beatles: The Historic Photographs of Dezo Hoffmann », ce photographe affirme erronément que la photo de Adams est la sienne. Ce n'est qu'en 2004 que Mme Adams a été identifiée comme étant l'auteure de la photo lorsqu'elle a mis aux enchères chez Christie's des clichés alternatifs de cette séance. Elle  travaillait pour l'agence Picture Story Publications qui l'avait dépêché pour Boyfriend, un magazine pour jeunes adolescentes, à la prestation mimée du nouveau tube du groupe From Me to You, filmée le 14 avril, à l'émission de télévision Thank Your Lucky Stars (en). Deux semaines plus tard, elle les photographiera dans un studio au 21 Kingly St. (entre Regent et Carnaby) pour ensuite se diriger vers Euston Road dans le quartier Fitzrovia.
Ce cliché sera utilisé par Capitol of Canada pour son 33 tours intitulé lui aussi Twist and Shout.

## Analyse musicale

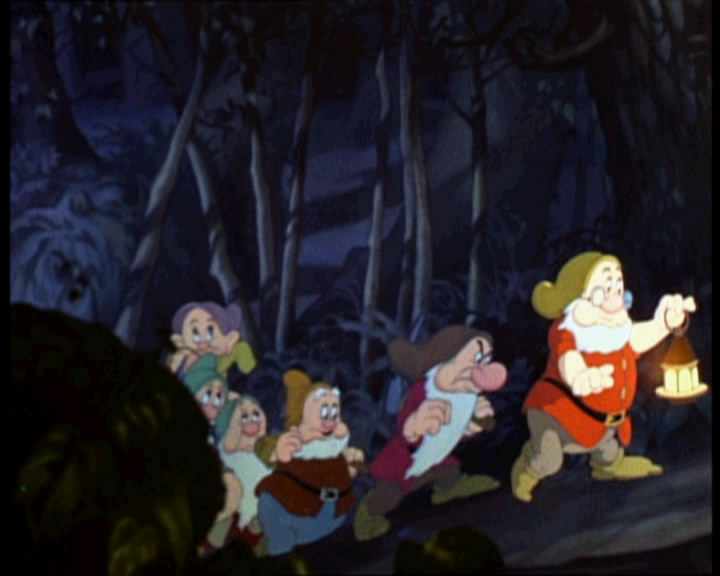
Twist and Shout contient deux chansons originales des Beatles, dont Do You Want to Know a Secret, inspirée par Blanche-Neige et les Sept Nains.

Les quatre chansons de l'EP sont également les quatre dernières pistes de l'album Please Please Me. Elles sont réparties sur deux faces, la face A comprenant deux reprises, et la face B deux chansons originales du groupe, signées McCartney/Lennon : ce n'est en effet que fin 1963 que la signature prend la forme définitive de Lennon/McCartney.
Parmi les deux reprises, Twist and Shout, à l'origine chantée par les Isley Brothers, est un rock sur lequel s'égosille John Lennon soutenu par les voix de McCartney et Harrison. À l'extrême opposé, A Taste of Honey est une ballade qui a connu une forte popularité au début des années 1960 et été reprise de nombreuses fois. Paul McCartney se charge de cette reprise calme qui tranche avec la chanson précédente.
La face B reprend la même opposition entre une ballade et un rock plus vivant, à la différence qu'il s'agit de compositions originales du tandem Lennon/McCartney. Do You Want to Know a Secret est ainsi une ballade calme et romantique que Lennon compose pour la faire chanter par George Harrison en s'inspirant d'un film vu dans son enfance, Blanche-Neige et les Sept Nains. Plus agité, There's a Place est chanté en chœur par Lennon et McCartney sur une composition de Lennon vantant la joie de pouvoir se réfugier dans ses rêves et pensées. Le style de la chanson s'inspire des parutions de la Motown.

## Fiche technique

### Liste des chansons
| 1. | Twist and Shout  | Phil Medley, Bert Russell | John Lennon    | 2:32 |
| 2. | A Taste of Honey | Ric Marlow, Bobby Scott   | Paul McCartney | 2:02 |

| 3. | Do You Want to Know a Secret | McCartney/Lennon | George Harrison               | 1:56 |
| 4. | There's a Place              | McCartney/Lennon | John Lennon et Paul McCartney | 1:52 |

### Interprètes
- John Lennon : chant, guitare rythmique, harmonica
- Paul McCartney : chant, guitare basse
- George Harrison : chant, guitare solo
- Ringo Starr : batterie

### Équipe de production
- George Martin : producteur
- Norman Smith : ingénieur du son
- Richard Langham : ingénieur du son (enregistrement)
- A.B. Lincoln : ingénieur du son (mixage)